# Greening
O greening dos citros ou também conhecido pelo nome chinês HuangLongBing (HLB), é a doença mais grave que afeta os citrus (pés de laranja, limão e tangerina), sendo causada por bactérias do complexo Candidatus Liberibacter spp, tais como Candidatus Liberibacter africanus, Candidatus Liberibacter asiaticus e Candidatus Liberibacter americanus. Caracteriza-se por deixar a planta com suas folhas amareladas e mosqueadas, donde deriva o nome da doença. Sendo uma doença incurável que afeta os vasos condutores de seiva, a recomendação oficial de tratamento é de suprimir a planta infectada.

## Sintomas

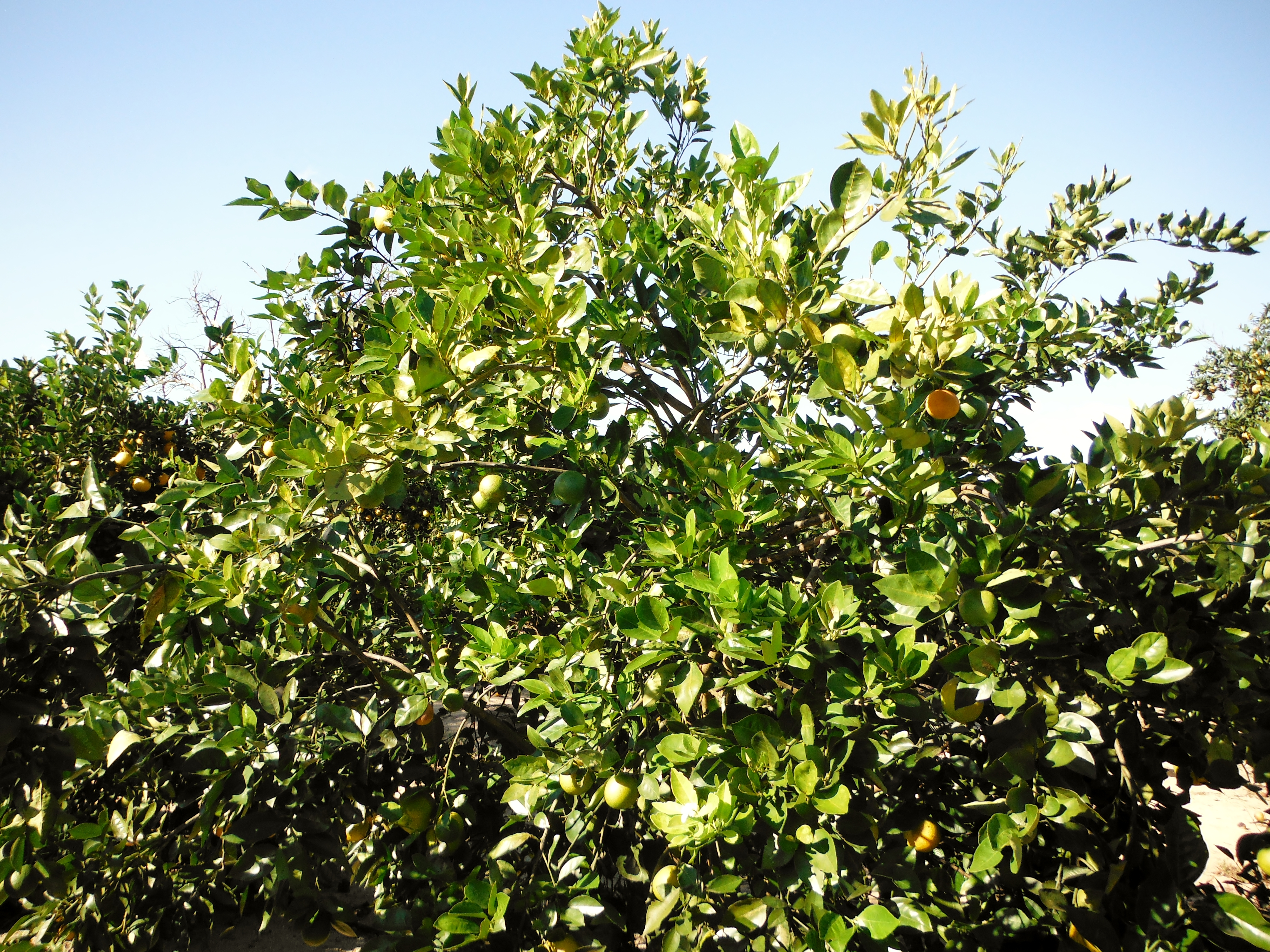
Sintomas do Greening em um limoeiro

A doença é primariamente detectada por conta da observação dos sintomas característicos, que são irreversíveis. O greening deixa as folhas amareladas em uma padrão assimétrico, sendo as manchas amareladas no mesmo limbo foliar. Esta característica diferencia os sintomas de mera deficiência nutricional, que normalmente se manifesta associada à nervura central. Com o avanço da doença, os ramos afetados exibem  crescimento deficiente, ocasionando mal-formações nos frutos, desfolha progressiva, secamento dos ponteiros, e morte de ramos. No longo prazo, a doença tende a matar a árvores, logo recomenda-se arrancá-la para não contaminar o restante do pomar.
Fisiologicamente, as bactérias intracelulares do complexo Candidatus Liberibacter atingem os tecidos condutores de seiva, de maneira que impedem o fluxo normal de seiva e de nutrientes da planta, comprometendo severamente de forma brusca e fisiologia e o desenvolvimento da planta cítrica.

## Transmissão
As bactérias causadores do HLB são transmitidas pela picada de insetos sugadores de seiva, principalmente cigarrinhas e psilídeos, com destaque especial para o psilídeo asiático dos citros, Diaphorina citri. Este pequeno inseto (mede cerca de 3mm quando adulto) adquire a bactéria ao picar uma planta doente, principalmente enquanto ainda jovem, no 2o ou 3o ínstar. As bactérias invadem seu sistema digestório, infectando sistemicamente seu organismo e multiplicando-se, eventualmente atingindo as glândulas salivares. Após este período de latência, em que o microrganismo ficou incubado no inseto, este torna-se infeccioso pelo resto de sua vida. Ao alimentar-se de uma planta doente, acaba regurgitando as bactérias no floema, transmitindo a doença.
Como estes insetos sugadores de seiva, em especial o psilídeo D. citri, apresentam capacidade de voo e altas taxas reprodutivas, rapidamente tornam-se prevalentes nos pomares e disseminam a HBL dentre todas árvores sensíveis.
Acredita-se que fatores que auxlliam na proliferação do inseto vetor tenham influência direta no alastramento da doença. A maioria das regiões produtoras apresenta temperatura média elevada e umidade relativamente favorável aos psilídeos, e as densas áreas de monocultivo formam como que um tapete verde para os insetos espalharem a doença. Também, a presença de plantas hospedeiras alternativas para os insetos e bactérias (como a Murta, Murraya panicata), favorecem o alastramento entre municípios, ao longo de rodovias. 

## Danos econômicos
Dado que a citricultura é uma das atividades agronômicas fundamentais da economia brasileira, os danos trazidos pelo greening na produção de produtos citrícolas, particularmente de suco de laranja para exportação, são enormes. Dentre o conjunto de mais de 30 doenças que atingem a cultura dos citros, incluindo a cancrose cítrica, a gomose, a lepra do citros e o vírus da tristeza dos citros, o greening de longe é a que causa os maiores estragos atualmente. Estes danos se devem à sua rápida disseminação, a inexistência de uma cura, e os danos irreversíveis contra a produtividade e longevidade dos pomares. Os maiores danos se dão pela súbita queda de produtividade da planta atingida, que produz menos frutos e de qualidade inferior, precisando eventualmente ser extirpada e substituída. Além disto, os custos de monitoramento e de aplicação de pesticidas de combate ao inseto vetor (vide adiante) aumentam consideravelmente os custos de produção, o que encarece o produto no mercado tornando-o menos competitivo.
Desde a detecção da doença no país, tem-se feito maciços investimentos em monitoramento e pesquisas de combate ao avanço da doença. Por exemplo, no Brasil são emitidos anualmente relatórios sobre a prevalência do HLB nas regiões criticultoras, que por vezes recomendam a erradicação de milhões de árvores na tentativa de conter nível alarmantes da infecção. 
Os frutos produzidos por plantas doentes saem severamente comprometidos, apresentando deformação assimétrica, tamanho reduzido, maturação irregular (chamado de "fruto de mamona", em que uma parte permanece verde e a outra amadurece), resultando em menos suco, com sabor amargo, e portando sementes inviabilizadas.

## Histórico no Mundo e no Brasil
O HLB é uma doença reconhecida há séculos, tendo sido clinicamente descrita na China no início do século XX, onde recebeu seu nome HuangLongBing, que significa "mal do dragão amarelo". Acredita-se que tenha se originado no próorio continente asiático, dada a relação com hospedeiros e vetores ideais. Eventualmente, espalhou-se pelo mundo, tento sido reportada no continente africano por volta de 1940, quando a estirpe Candidatus Liberibacter africanus foi descrita. Dali, tornou-se uma ameaça econômica na Tailândia, Índia, Filipinas e EUA, antes de chegar à América tropical.
No Brasil, a doença foi encontrada pela primeira vez em março de 2004 no município de Araraquara do Estado de São Paulo, em laranjeiras 'Pêra Rio'. Inicialmente, as infecções pareciam ser causadas por Candidatus Liberibacter asiaticus, mas eventualmente foi-se vendo uma predominância por uma nova espécie de bactéria causadora, chamada de Candidatus Liberibacter americanus. Posteriormente foi vista em Altônia, noroeste do Paraná e, no começo de 2011, foram encontradas plantas infectadas na Bahia. Em poucos anos a doença tornou-se presente em quase todas regiões de produção de citrus no país, até o Centro-oeste, por ter encontrado ambiente extremamente favorável para a proliferação. O início do alastramento foi favorecido pela falta de conhecido pelos agricultures sobre os sintomas e riscos da doença, que frequentemente foi confundida com carências nutricionais, bem como sobre a importância de se focar no controle do inseto vetor.
A hipótese mais aceita e difundida pelos órgãos de pesquisa e autoridades é de que a introdução tenha se dado por materiais propagativos infectados (mudas ou borbulhas) importados sem o devido controle sanitário de regiões endêmicas da doença. Extraoficialmente, alguns acreditam que psilídeos infectantes tenham se adentrado por países vizinhos com citricultura menos controlada, ou ainda tenham sido introduzidos de forma ilegal. 

## Monitoramento e Controle
Uma vez que o greening não tem cura, as medidas de manejo focam em monitorar os níveis de prevalência da doença juntamente com os índices de infestação pelo inseto vetor. Nos casos de níveis elevados de árvores infectadas, é emitida uma instrução de erradicação em massa das árvores doentes, principalmente no Estado de São Paulo. O controle químico do inseto vetor tem sido uma das principais linhas de combate, mas bastante limitado por conta do desenvolvimento de resistência em populações, exigindo rotação de produtos, estratégias alternativas de aplicação, e investimento em desenvolvimento de novas moléculas. Desta forma, o Manejo Integrado tem sido enfatizado como a forma mais eficaz de evitar a doença, por exemplo, focando no uso de mudas certificadas como sadias, produzidas comercialmente dentro de viveiros telados sob rigorosa inspeção sanitária. Muitos produtores investem em suprimir a manutenção de plantas hospedeiras em áreas próximas aos seus pomares. Tem sido pesquisado o uso de Controle Biológico dos insetos psilídeos através de inimigos naturais, como vespas parasitoides da espécie Tamarixia radiata. Complementarmente, um manejo nutricional e hídrico das árvores, para fortalecer sua fisiologia e dificultar serem infectadas quando expostas ao patógeno.

Tem havido muitos avanços em tecnologia neste tema, como o desenvolvimento de sistemas de machine-learning e inteligência artificial que possam diagnosticar a doença mais rapidamente em campo, alertando para o aparecimento de árvores atingidas a serem suprimidas. Também o mapeamento genômico das variedades das bactérias e de seus insetos vetores, bem como da biogeografia do seu pangenoma, de forma a permitir a elaboração de novas tecnologias e ferramentas mais focadas em atingir seus desenvolvimentos e metabolismos. Por exemplo, foram descobertas outras bactérias associadas aos psilídeos que antagonizam a aquisição do patógeno, ou ainda sua capacidade de resistir aos inseticidas. 